# Striguinó
Striguinó (en rus: Стригино) és un poble de l'óblast de Vladímir, a Rússia, segons el cens del 2012 tenia 377 habitants. Pertany al districte municipal de Múrom.